# Troubles Warszawa

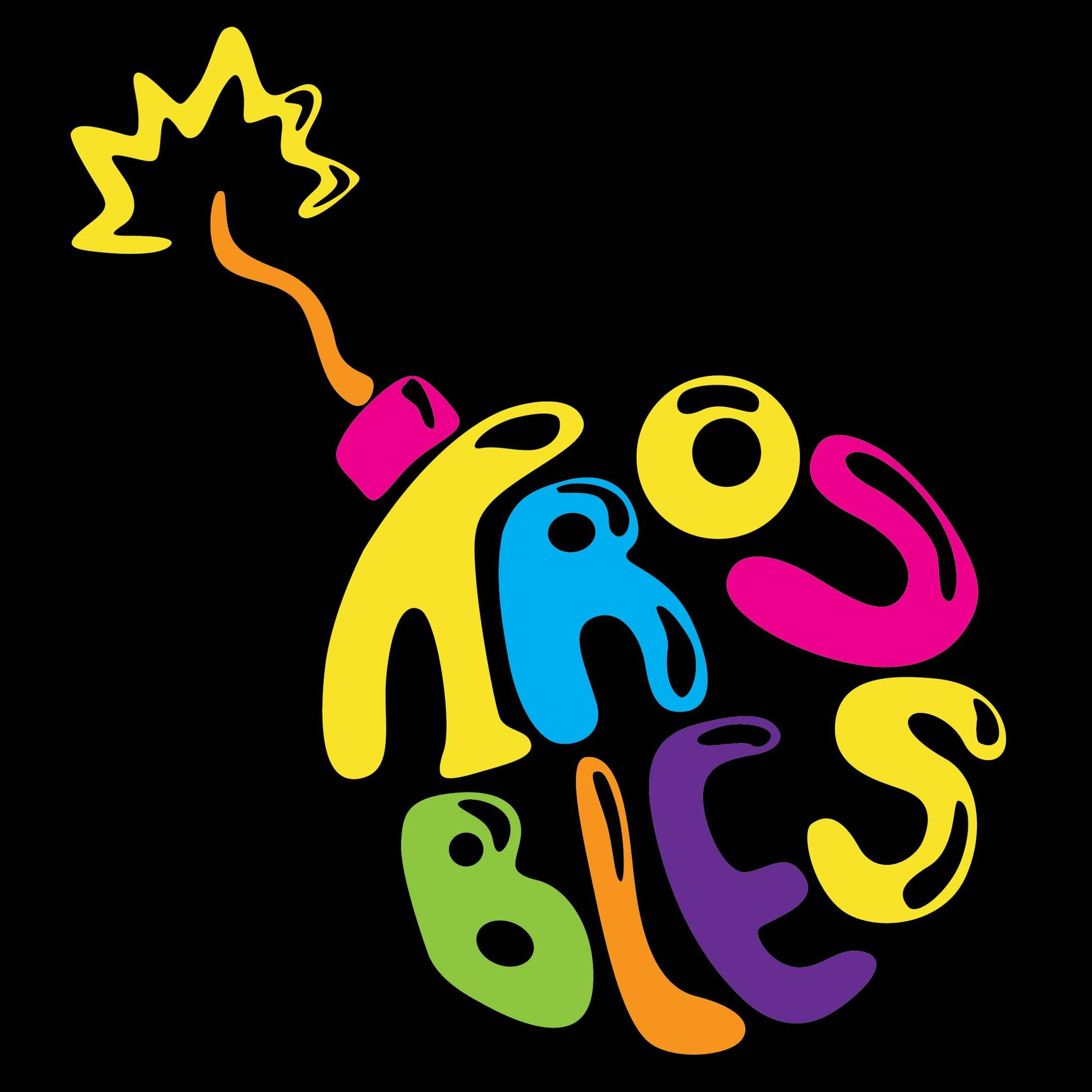
Logo drużyny Troubles Warszawa

Troubles Warszawa to czołowa kobieca drużyna ultimate frisbee z Warszawy, wielokrotne mistrzynie Polski w kategorii women.

## Historia i Osiągnięcia
- 2012: Założenie drużyny Troubles Warszawa.
- 2013: Pierwszy tytuł Mistrzyń Polski[1]
- 2014: 
  - Mistrzostwo Polski[2]
  - zwycięstwo w Warszawskiej Lidze Ultimate (dwa składy Troubles w finale WLU[3])
- 2015: 
  - Mistrzostwo Polski[4]
  - zwycięstwo w Warszawskiej Lidze Ultimate (dwa składy Troubles w finale WLU[5])
- 2016: 
  - Mistrzostwo Polski[6]
  - zwycięstwo w Warszawskiej Lidze Ultimate (dwa składy Troubles w finale WLU[7]
- 2017: Mistrzostwo Polski[8]
- 2018: 
  - Mistrzostwo Polski[9]
  - Jako pierwsza polska drużyna kobieca, Troubles Warszawa wzięły udział w Klubowych Mistrzostwach Świata w Cincinnati, Ohio (27 miejsce).
  - 3. miejsce i brązowy medal na Klubowych Mistrzostwach Europy 2018 (European Ultimate Club Finals, EUCF 2018) we Wrocławiu[10]
- 2019: Mistrzostwo Polski[11]
- 2020: Zwycięstwo w turnieju Wroclove 2020
- 2021: Wicemistrzostwo Polski[12]
- 2022: Po rocznej przerwie, zespół odzyskał tytuł Mistrzyń Polski [13]podczas zawodów w Szczecinie, zdobywając ósmy złoty medal w swojej historii. Sport Warszawa
- 2023
  - Dziewiąty tytuł Mistrzyń Polski[14] Sport Warszawa
  - Czwarte miejsce na Klubowych Mistrzostwach Europy. [15]
  - Nagroda Spirit of the Game, przyznawana Troubles jako drużynie grającej najbardziej fair play.
- 2024
  - Jubileuszowy, dziesiąty tytuł Mistrzyń Polski[16]
  - Piąte miejsce na Klubowych Plażowych Mistrzostwach Świata w Portimão, Portugalia.[17] Troubles Warszawa - Mistrzynie Polski 2024

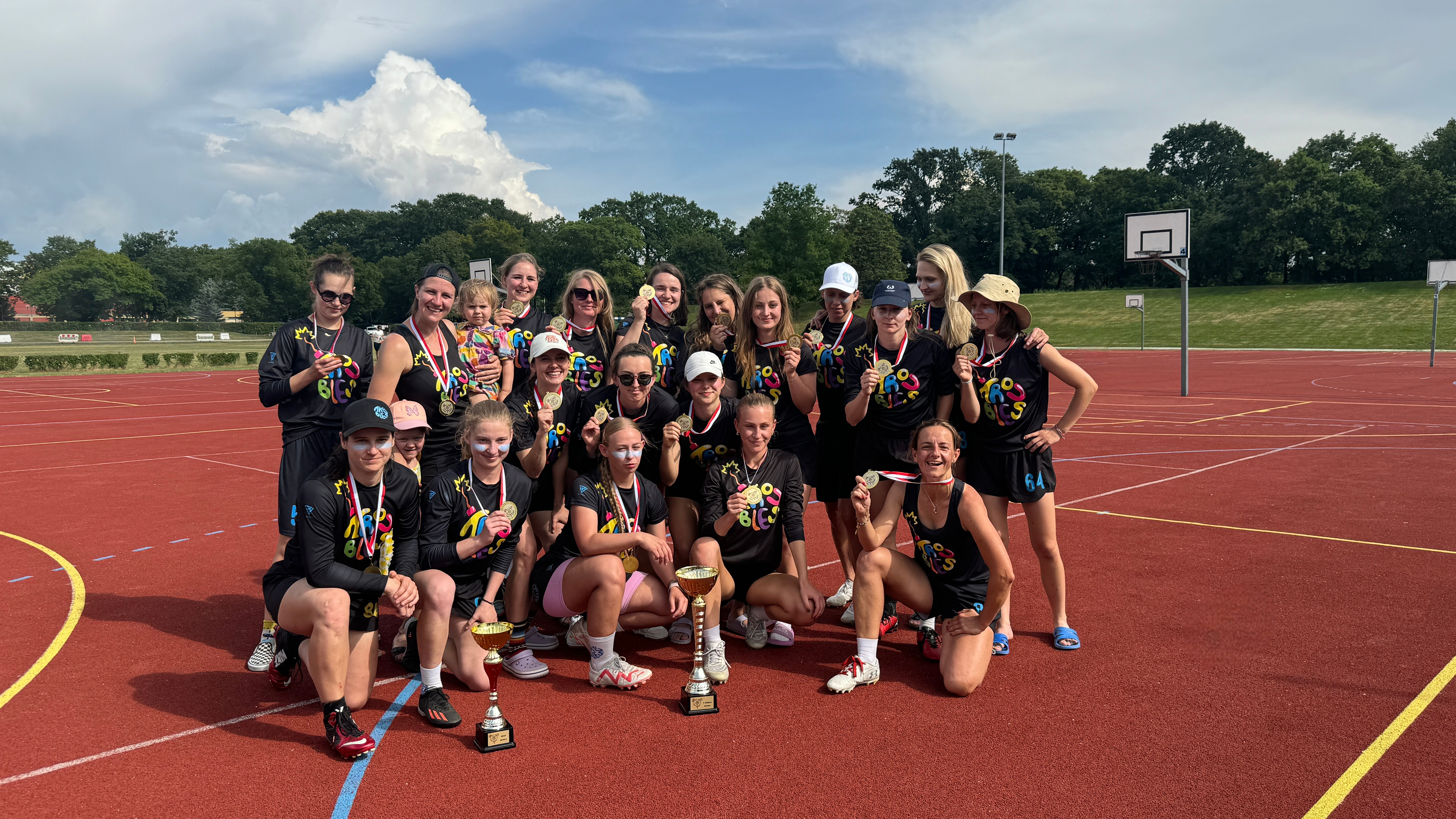
Troubles Warszawa - Mistrzynie Polski 2024

Udział w Turniejach Międzynarodowych:
W 2018 roku Troubles Warszawa jako pierwsza polska drużyna kobieca uczestniczyły w Klubowych Mistrzostwach Świata w Cincinnati, Ohio, co stanowiło ważny krok w promocji polskiego ultimate frisbee na arenie międzynarodowej. Zajęły tam 27 miejsce (na 40 składów) 
Znaczenie w Społeczności:
Troubles Warszawa odgrywają kluczową rolę w popularyzacji ultimate frisbee w Polsce, inspirując młode zawodniczki i przyczyniając się do rozwoju tej dyscypliny sportu w kraju.
Wielokrotne reprezentantki Polski w kadrach narodowych, zarówno w kategorii women, jak i mixed.